# Geheimschutzstelle des Deutschen Bundestages
Die Geheimschutzstelle des Deutschen Bundestages ist eine Räumlichkeit, in der Verschlusssachen des Bundestages der Geheimhaltungsgrade Streng geheim oder Geheim eingesehen werden können. Bestimmte Dokumente dürfen von den Parlamentariern nur dort eingesehen werden. Derzeit befindet sie sich im Marie-Elisabeth-Lüders-Haus.

## Räumlichkeiten
Die Geheimschutzstelle oder Geheimregistratur befindet sich im 5. Stock des Marie-Elisabeth-Lüders-Hauses in Berlin. In dem dem Bundestag zugeordneten Gebäude sind auch der Wissenschaftliche Dienst und andere Institutionen des Bundestages untergebracht.

## Einsicht für Parlamentarier
Eingesehen werden können dort von Parlamentariern als geheim eingestufte Akten der verschiedenen deutschen Regierungen. Dort lagern alle Akten des Kanzleramtes. Was als GEHEIM oder STRENG GEHEIM eingestuft wird, entscheiden die Ersteller der Akten. Sie können auch nachträglich noch eine Einstufung als Verschlusssache erwirken. Eine Zurückstufung von Geheimhaltung ist dagegen sehr selten. Nach der Geschäftsordnung des Bundestages sind Bundestagsabgeordnete grundsätzlich berechtigt, alle Akten einzusehen, die sich in der Verwahrung des Bundestages oder seiner Ausschüsse befinden. Für Verschluss-Sachen (VS) gilt die Geheimschutzordnung des Parlaments. Die Mitglieder von speziellen Ausschüssen, z. B. Untersuchungsausschüssen zu politischen Affären und Streitfällen, haben Anspruch auf die Einsicht in die betreffenden Akten. Andere Abgeordnete müssen sich beim Bundestagspräsidenten eine Genehmigung holen.

### Geheimhaltungsgrade
Unterschieden werden vier Geheimhaltungsgrade:
- STRENG GEHEIM
- GEHEIM
- VS–VERTRAULICH
- VS–NUR FÜR DEN DIENSTGEBRAUCH (VS-NfD)

Die Mitnahme von Verschlusssachen (VS) der oberen beiden Stufen STRENG GEHEIM und GEHEIM aus den Räumen des Bundestages ist nicht erlaubt.

## Konflikte
Immer wieder geraten Mitglieder des Parlaments in schwierige Situationen, da sie teilweise Einblick in eingestufte Dokumente erhalten, die Informationen aber nicht öffentlich machen dürfen. So legte beispielsweise Beate Müller-Gemmeke Einspruch gegen die Geheimhaltung eines Dokuments ein, das die Prüftätigkeit der Bundesagentur für Arbeit bei Leiharbeitsfirmen von Amazon dokumentierte.